# Río Amarillo (Chapo)
El río Amarillo es un curso natural de agua que nace en las laderas sur del volcán Calbuco y fluye con dirección general sur hasta desembocar en la ribera norte del lago Chapo

## Historia
Luis Risopatrón lo describe en su Diccionario Jeográfico de Chile de 1924:: 26 
Amarillo (Rio) 41° 22’ 72° 34’. De corto curso, nace en las faldas SE del volcan Calbuco, corre hácia el SE i se vácia en la ribera N del lago Chapo. 61, XCVIII mapa; 112, II, mapa de Fonck (1898); 134; i 156.